# Сільвія Ла Фратта
Сільвія Ла Фратта (італ. Silvia La Fratta; нар. 5 листопада 1967) — колишня італійська тенісистка.
Найвищу одиночну позицію світового рейтингу — 114 місце досягла 19 червня 1989, парну — 127 місце — 19 червня 1989 року.
Здобула 3 одиночні та 1 парний титул туру ITF.
Найвищим досягненням на турнірах Великого шолома було 4 коло в одиночному розряді.

## Фінали турнірів WTA

### Парний розряд: 1 (поразка)
| Результат | Дата            | Турнір               | Рівень | Покриття | Партнерка      | Суперниці                   | Рахунок  |
| --------- | --------------- | -------------------- | ------ | -------- | -------------- | --------------------------- | -------- |
| Поразка   | Volvo Open 1988 | Swedish Open, Швеція | Tier 1 | Ґрунт    | Лінда Феррандо | Сандра Чеккіні Мерседес Пас | 0–6, 2–6 |

## Фінали ITF

### Одиночний розряд: 3 (3 перемоги)
| Результат | Дата            | Турнір                | Покриття | Суперниця            | Рахунок  |
| --------- | --------------- | --------------------- | -------- | -------------------- | -------- |
| Перемога  | 14 липня 1986   | ITF Паліано, Італія   | Ґрунт    | Ізабель Крюдо        | 6–1, 6–2 |
| Перемога  | 22 вересня 1986 | ITF Бол, Югославія    | Ґрунт    | Дениса Крайчовичова  | 6–1, 6–3 |
| Перемога  | 7 березня 1988  | ITF Валенсія, Іспанія | Ґрунт    | Катерін Моте-Жобкель | 6–2, 6–2 |

### Парний розряд: 1 (1 перемога)
| Результат | Дата            | Турнір             | Покриття | Партнерка      | Суперниці                          | Рахунок  |
| --------- | --------------- | ------------------ | -------- | -------------- | ---------------------------------- | -------- |
| Перемога  | 22 вересня 1986 | ITF Бол, Югославія | Ґрунт    | Барбара Романо | Дениса Крайчовичова Алісе Ногачова | 7–5, 6–3 |